# Safe, Sane, Consensual

Eine der Deutungen des BDSM-Emblems steht für das dreiteilige Safe, Sane, Consensual

Safe, sane, consensual (SSC) und Risk-aware consensual kink (RACK) sind zwei unterschiedliche Konzepte innerhalb des BDSM, um bei potenziell risikobehafteten Aktivitäten Einvernehmlichkeit zwischen den Beteiligten sicherzustellen und damit die verwendeten Praktiken von strafbarer sexueller Gewalt klar abzugrenzen. Hierbei ist die Handhabung bzw. Beachtung von SSC sowohl entwicklungsgeschichtlich älter als auch weiter verbreitet als die von RACK.

## SSC
Das englische „Safe, sane, consensual“ bedeutet „sicher, vernünftig, einvernehmlich“. Der Begriff stammt aus der Internet-Subkultur der 1990er Jahre.
SSC wird auch als Grundprinzip des BDSM bezeichnet, da es eine in der sadomasochistischen Subkultur weitgehend unumstrittene moralische Grundlage beschreibt. Die Sicherheit und Vermeidung von unerwünschten körperlichen und seelischen Schäden steht über der Befriedigung der Lust. Die Grenzen des sadomasochistischen Spiels sind zwischen den beiden Partnern festlegbar, und es ist beiden bzw. allen Beteiligten klar, worauf sie sich einlassen. Dies setzt intensive Gespräche über Wünsche, Neigungen und Abneigungen sowie weitreichende Aufklärung über die medizinischen und psychischen Risiken und Gefahren voraus. In dieser hier in Idealform skizzierten Weise kann der Umgang mit potenziellen Risiken allerdings vielleicht von festen Partnern, selten jedoch bei anonymen Gelegenheitsbegegnungen umgesetzt werden. Dennoch lässt sich aus Szene-Beobachtungen konstatieren, dass SSC auch bei anonymen Begegnungen weitestmöglich Berücksichtigung findet.
Jede der drei Komponenten des SSC ist dabei individuell zu bewerten; es kann durchaus Spielarten geben, die von dem Einen als unsicher, dem Anderen jedoch als sicher bewertet werden. In so einem Fall würde derjenige, der sie als unsicher empfindet, sich nicht auf sie einlassen.
Die Entwicklung des Begriffs SSC wird häufig dem schwulen Lederaktivisten David Stein zugeschrieben, der ihn 1984 für die Gay Male S/M Activists (GMSMA) prägte. Weitere Informationen hierzu finden sich in dem Aufsatz Safe Sane Consensual: The Evolution of a Shibboleth, in welchem Stein darstellt, dass er den Begriff entwickelte, um „… die Art und Weise, wie ich SM praktizieren wollte, von der kriminell missbrauchenden oder neurotisch selbstzerstörerischen Art, die nur allzu oft mit dem Begriff ‚Sadomasochismus‘ in Verbindung gebracht wird, abzugrenzen.“

## RACK
Ein alternatives Modell zu SSC, das sich vor allem auf die beiden Faktoren Einvernehmlichkeit und individuelle persönliche Risikobeurteilung stützt, wird mit dem Akronym RACK (Risk-aware consensual kink) bezeichnet. Zwar wird die Bezeichnung kink hierbei in der Regel mit dem Begriff BDSM übersetzt; ein kink ist allerdings ein weiter gefasster Begriff, der zusätzliche, vom Denken, Fühlen, Handeln und Gewohnheiten der Bevölkerungsmehrheit abweichende Aspekte abdeckt.
RACK ist ebenfalls ein moralisches Verhaltensmodell für Handlungen und Spiele im BDSM-Kontext. Es steht in einem klaren Kontrast zum Konzept von SSC. Aus Sicht der RACK-Praktizierenden setzt ihr Konzept weniger auf nur schwer greif- und messbare und vor allem individuell variable Kriterien wie „Vernünftigkeit“ und „Sicherheit“. Stattdessen stellt RACK die Einvernehmlichkeit der Handelnden in den Vordergrund und verknüpft diese mit der individuellen Risikobereitschaft der Beteiligten. Das Schwergewicht liegt also in hohem Ausmaß auf der Eigenverantwortung der Beteiligten und nicht auf einer von Dritten vorgenommenen absoluten Bewertung von Kriterien, die für individuelle Handlungen, Wünsche und Situationen nicht passgenau zu sein brauchen.
RACK ist längst nicht so weit verbreitet wie SSC. Es entstand als Alternativmodell, weil sich einige BDSM-Aktive mit dem Konzept des SSC nicht genügend identifizieren konnten.

### Grundlagen von RACK
SSC kann zunächst als lange gepflegte und etablierte universelle Konstitution sadomasochistischer Praktiken betrachtet werden. Es dient häufig als Modell und Basis für die Ausübung sadomasochistischer Praktiken und die Abgrenzung von strafrechtlich relevanter Gewalt. Dass SSC, auch in der Erweiterung SSCF (hierbei soll das für „Fun“ stehende „F“ dokumentieren, dass neben den drei Hauptaspekten auch der Faktor „Spaß“ berücksichtigt wird), aber auch begrifflich zu kurz greifen kann und einer Erweiterung bedarf, manifestiert sich aus Sicht der RACK-Anhänger an folgenden Widersprüchen:
- Warum sollte etwas verwerflich sein, das einem objektiven Anspruch an Sicherheit zwar nicht genügt, wenn sich die beteiligten Spielpartner jedoch einig sind, es trotzdem praktizieren zu wollen?
- Warum sollte etwas verwerflich sein, das einem Anspruch an logische Vernunft zwar nicht genügt, wenn sich die Spielpartner jedoch einig sind, es trotzdem praktizieren zu wollen?
- Wenn aber dennoch von generalisierten Ansprüchen an Sicherheit und Vernunft ausgegangen werden soll, wer definiert und begründet diese, da doch die Beurteilung solcher Kriterien in erheblichem Ausmaß subjektiv ist?

Die Auflösung der Widersprüche liegt darin, dass als Basis sadomasochistischer Handlungen und als greif- und benennbare Abgrenzung zu juristisch relevanter Körperverletzung und sexuellen Straftaten nur die Einvernehmlichkeit als Paradigma existiert. Die „unscharfen“ Definitionen safe (sicher) und sane (vernünftig) werden diesem Prinzip untergeordnet. Hieraus folgt, dass RACK-Spiele zunächst weniger vernünftig und gefährlicher zu sein scheinen als solche, die auf SSC basieren.
RACK-Praktizierende führen in diesem Zusammenhang jedoch an, dass jede BDSM-Praktik, jedes „Spiel“ physische und psychische Risiken beinhaltet. Die Risiken sind von jedem Einzelnen der Beteiligten, von den ausgeübten Praktiken, vom Spielkontext selbst, von möglichen äußeren Einflüssen und zahlreichen weiteren Faktoren abhängig. Die Vorstellung, dass es geradezu unmöglich sei, alle potenziellen Faktoren in allen möglichen Konstellationen zu berücksichtigen und sich gegen hieraus resultierende Risiken abzusichern, führt hier zu der – zweifellos zutreffenden – Schlussfolgerung, dass bei BDSM-Aktivitäten immer ein Risiko besteht.
Im Mittelpunkt des RACK-Verhaltensmodells steht daher das Bewusstsein um unwägbare oder auch konkrete Risiken sämtlicher BDSM-Aktivitäten und deren generelle Akzeptanz durch die Beteiligten. RACK-Praktizierende gehen die Risiken bewusst und einvernehmlich ein. Häufig wird hierbei SSC keineswegs als ein „schlechtes“ Rahmenkonzept für BDSM-Spiele betrachtet; vielmehr führen RACK-Befürworter an, dass SSC nur partiell der Lebenswirklichkeit gerecht wird und möglicherweise sogar ein unzutreffendes Gefühl von „Sicherheit“ suggeriert; RACK hingegen soll aus dieser Sicht eine breitere, offenere und vor allem realistischer umsetzbare Basis für BDSM bieten.